# The Invisible Hook
The Invisible Hook: The Hidden Economics of Pirates (El garfio invisible: La economía oculta de los piratas) es un libro de no-ficción escrito por el economista Peter Leeson en el que señala las contribuciones de los piratas a la civilización.